# أدريان مريابا
أدريان جوزيف مريابا  (بالإنجليزية: Adrian Joseph Mariappa) هو لاعب كرة قدم جامايكي ، مواليد 3 أكتوبر 1986م في إنجلترا ، يلعب بمركز الدفاع في نادي كريستال بالاس الإنجليزي، ومثل منتخب جامايكا لكرة القدم في بطولة كوبا أمريكا 2015 التي إقيمت في تشيلي .

## روابط خارجية
- أدريان مريابا على موقع قاعدة بيانات كرة القدم.إي يو (الإنجليزية)
- أدريان مريابا على موقع ناشيونال فوتبول تيمز (الإنجليزية)
- أدريان مريابا على موقع Soccerbase.com (لاعب) (الإنجليزية)
- أدريان مريابا على موقع Soccerway.com (الإنجليزية)
- أدريان مريابا على موقع عالم كرة القدم.نت (الإنجليزية)
- أدريان مريابا على موقع AS.com (الإسبانية)